# Krugerville
Krugerville es una ciudad ubicada en el condado de Denton en el estado estadounidense de Texas. En el Censo de 2010 tenía una población de 1662 habitantes y una densidad poblacional de 490,97 personas por km².

## Geografía
Krugerville se encuentra ubicada en las coordenadas 33°16′46″N 96°59′19″O / 33.27944, -96.98861. Según la Oficina del Censo de los Estados Unidos, Krugerville tiene una superficie total de 3.39 km², de la cual 3.38 km² corresponden a tierra firme y (0.08%) 0 km² es agua.

## Demografía
Según el censo de 2010, había 1662 personas residiendo en Krugerville. La densidad de población era de 490,97 hab./km². De los 1.662 habitantes, Krugerville estaba compuesto por el 95.31% blancos, el 0.54% eran afroamericanos, el 1.14% eran amerindios, el 0.48% eran asiáticos, el 0.06% eran isleños del Pacífico, el 1.99% eran de otras razas y el 0.48% pertenecían a dos o más razas. Del total de la población el 8.66% eran hispanos o latinos de cualquier raza.